# Saïd Chiba
Saïd Chiba (Casablanca, 28 settembre 1970) è un allenatore di calcio ed ex calciatore marocchino, di ruolo centrocampista.

## Palmarès

### Giocatore

#### Competizioni nazionali
- Campionato saudita: 1

Al-Hilal: 1996
- Coppa della Corona del Principe saudita: 1

Al-Hilal: 1995
- Coppa Principe Faysal Bin Fahd: 1

Al-Hilal: 1996
- Qatar Stars League: 1

Qatar SC: 2003
- Qatar Crown Prince Cup: 2

Qatar SC: 2002, 2004

#### Competizioni internazionali
- Champions League araba: 2

Al-Hilal: 1995, 1996